# Ким Нам Иль
Ким Нам Иль (кор. 김남일?, ?; род. 14 марта 1977, Инчхон) — южнокорейский футболист, полузащитник; тренер. Экс-капитан национальной сборной, участник трёх чемпионатов мира.

## Карьера

### Клубная
Начал играть в футбол в третьем классе школы. Взрослую карьеру начинал в 23 года в клубе «Чоннам Дрэгонз», выступающем в чемпионате Южной Кореи.
После чемпионата мира 2002 пробовал свои силы в чемпионате Нидерландов, отправившись в аренду в «Эксельсиор», но в Европе его выступления не были столь удачными, как на родине.
В 2005 году в результате обмена на двоих футболистов перешёл в клуб «Сувон Блюуингз».
В 2008 году перешёл в японский клуб «Виссел Кобе», где быстро закрепился в основном составе.
В декабре 2009 года Ким Нам Иль подписал контракт с томским клубом «Томь» по схеме «1+1». В «Томи» сразу стал одним из лидеров команды, уверенно заняв место в основном составе. 5 июля 2010 года решил воспользоваться пунктом в контракте, который позволяет перейти в другой клуб, если за него будет уплачена компенсация в 500 миллионов южнокорейских вон и перешёл в саудовский клуб «Аль-Шабаб», однако 20 июля 2010 года вернулся в «Томь» и продлил контракт до конца 2011 года. В сезоне 2010 года в чемпионате России провёл за «Томь» 24 матча, в которых дважды удалялся с поля.
16 ноября 2011 года разорвал контракт с клубом и покинул «Томь». Во втором своём сезоне в Томске футболист сыграл за «Томь» 17 матчей.

### В сборной
Ким Нам Иль дебютировал в составе национальной сборной в 1998 году.
Хорошо проявил себя на «домашнем» для корейцев чемпионате мира 2002, где его команда под руководством Гуса Хиддинка заняла 4-е место.
В 2006 году принял участие во втором для себя чемпионате мира, где корейская сборная не сумела выйти из группы. В том же году стал капитаном сборной, получив повязку от вратаря сборной Ли Ун Джэ.
В 2010 году в третий раз попал в заявку своей сборной на мундиаль. 12 июня стал первым футболистом российской Премьер-лиги, сыгравшим на этом чемпионате мира, выйдя на замену в матче со сборной Греции. Также сыграл в матчах группового этапа против команд Аргентины и Нигерии. В матче с нигерийцами допустил ошибку, заработав пенальти, реализованный Якубу Айегбени, тем самым чуть не лишив свою сборную выхода из группы. В матче 1/8 финала со сборной Уругвая на поле уже не выходил. После этого чемпионата в сборную больше не привлекался.
Всего за национальную команду провёл 96 игр, в которых забил два мяча. Его первый гол состоялся в товарищеском матче против сборной Хорватии 10 ноября 2001 года (2:0). Второй раз он отличился голом в ворота сборной Ирана 31 июля 2004 года.

## Достижения

### Командные
«Сувон Блюуингз»
- Чемпионат Южной Кореи
  - Вице-чемпион (1): 2006
- Кубок Южной Кореи
  - Финалист (1): 2006
- Кубок корейской лиги
  - Обладатель (1): 2005
- Суперкубок Южной Кореи
  - Обладатель (1): 2005
- Кубок чемпионов Восточной Азии
  - Обладатель (1): 2005

### Индивидуальные
- Член символической сборной Золотого кубка КОНКАКАФ (1): 2002
- Член символической сборной чемпионата Южной Кореи (1): 2003
- Самый ценный игрок чемпионата Восточной Азии (1): 2008

## Личная жизнь
Имеет двух старших братьев. Поддерживает дружеские отношения с футболистами Ли Кван Ву и Ли Дон Гуком. Женат на корейской телеведущей Ким Бо Мин. Есть сын.

## Государственные награды
- Орден «За спортивные заслуги» 2 класса Республики Корея — орден Отважного тигра (2 июля 2002)[8]